# Xã Walnut, Quận Pickaway, Ohio
Xã Walnut (tiếng Anh: Walnut Township) là một xã thuộc quận Pickaway, tiểu bang Ohio, Hoa Kỳ. Năm 2010, dân số của xã này là 2.809 người.